# 福岡県道770号枝光今古賀線
福岡県道770号枝光今古賀線（ふくおかけんどう770ごう えだみついまこがせん）は、福岡県柳川市を通る一般県道である。

## 概要
柳川市三橋町枝光から柳川市三橋町今古賀に至る。
国道208号を起終点とし、柳川市の中心部を北西から南東へ通過する。
国道208号の旧道に相当し、市街地をバイパスせずに通過する路線。現在は全経路柳川市内だが、起点付近と終点付近は合併前の旧山門郡三橋町の地区である。
複数の経路があり、かつ他の路線との重複が多いため、全体像を把握しづらい。現道は三橋町枝光から旧国鉄佐賀線 筑後柳河駅近くを通り、福岡県道766号橋本辻町線旧道を経由して柳川市役所前を左折し、柳川市三橋町今古賀に至る。バイパスは三橋町柳河蓮蒲池から真っ直ぐ南下して県道橋本辻町線現道を経由して城南町を左折、警察署の先で国道に合流する。
この他、前半はバイパスを通り、市民会館・市役所の前を通過、後半は現道を行く経路と、現道を辻町で左折し、京町通りから柳川橋（通称国道橋）の先を右折し、現道に合流する旧道の経路がある。

### 路線データ
- 起点：福岡県柳川市三橋町枝光（枝光交差点、国道208号交点）
- 終点：福岡県柳川市三橋町今古賀（今古賀交差点、国道208号交点）

## 路線状況

### 重複路線
- 福岡県道23号久留米柳川線（柳川市三橋町柳河・YOU遊の森公園 - 柳川市辻町・辻町交差点）
- 福岡県道766号橋本辻町線（バイパス：柳川市鍛冶屋町・鍛冶屋町交差点 - 柳川市城南町・城南町交差点）
- 福岡県道767号本町新田大川線（バイパス：柳川市城南町・城南町交差点 - 柳川市本町・本町交差点）

### 道路施設

#### 橋梁
- 出の橋（沖端川、柳川市、福岡県道23号久留米柳川線重複区間内）

バイパス
- 外町橋（柳川市）
- 新船津橋（柳川市）
- 大門橋（沖端川、柳川市）
- 延命橋（柳川市、福岡県道766号橋本辻町線重複区間内）
- 玉子井橋（柳川市、福岡県道766号橋本辻町線重複区間内）
- 山王橋（柳川市、福岡県道766号橋本辻町線重複区間内）
- 城東橋（柳川市）
- 南の前橋（柳川市）
- 中ノヨリ橋（柳川市）
- 今古賀橋（柳川市）

## 地理

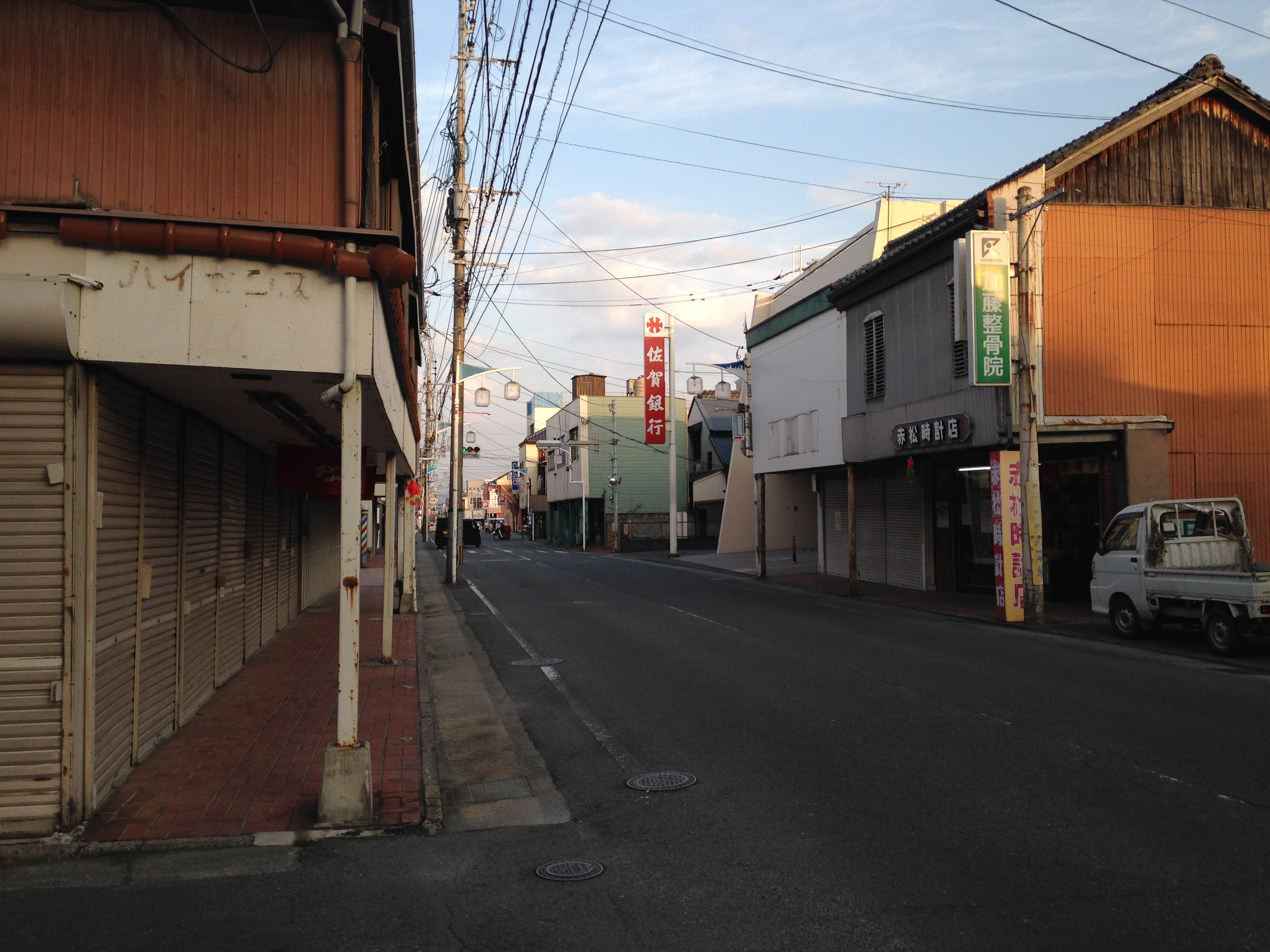
京町を通る福岡県道770号（柳川商店街）

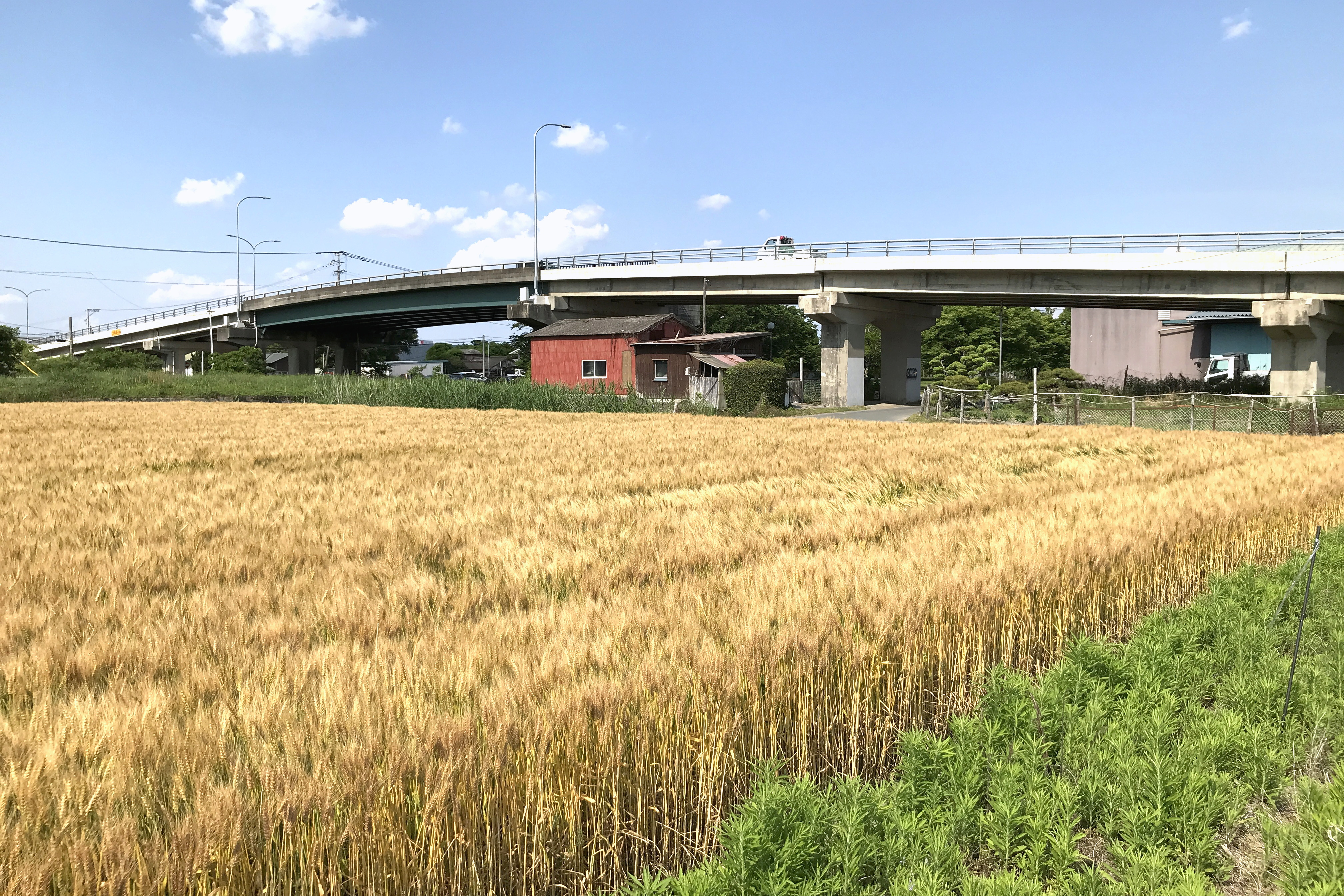
バイパス部の旧国鉄佐賀線跨線橋。1972年建設。

### 通過する自治体
- 柳川市

### 交差する道路
| 交差する道路                                                                  | 交差する場所 | 交差する場所                                                                                                 |
| ----------------------------------------------------------------------------- | ------------ | --- |
| 国道208号 国道443号 重複                                                      | 三橋町枝光   | 枝光交差点 / 起点                                                                                            |
| 福岡県道770号枝光今古賀線 / バイパス                                          | 三橋町柳河   | [ 注釈 2 ]                                                                                                   |
| 福岡県道23号久留米柳川線 重複区間起点                                         | 三橋町柳河   | YOU遊の森公園東交差点                                                                                        |
| 福岡県道23号久留米柳川線 重複区間終点 福岡県道702号柳川城島線                 | 三橋町柳河   | 辻町交差点                                                                                                   |
| 福岡県道702号柳川城島線 福岡県道766号橋本辻町線 重複区間起点                  | 鍛冶屋町     | 鍛冶屋町交差点                                                                                               |
| 福岡県道766号橋本辻町線 重複区間終点 福岡県道767号本町新田大川線 重複区間起点 | 城南町       | 城南町交差点                                                                                                 |
| 国道208号                                                                     | 三橋町今古賀 | 今古賀交差点 / 終点                                                                                          |
| バイパス                                                                      |              | |
| 国道208号 国道385号 国道443号 重複                                            | 三橋町柳河   | 蓮蒲池交差点 / バイパス起点【北緯33度10分36.8秒 東経130度24分16.5秒 / 北緯33.176889度 東経130.404583度】     |
| 国道208号                                                                     | 三橋町今古賀 | 柳川警察署前交差点 / バイパス終点【北緯33度9分28.4秒 東経130度25分3.9秒 / 北緯33.157889度 東経130.417750度】 |

### 沿線
- 現道
  - YOU・遊の森公園
  - 国鉄佐賀線 筑後柳河駅跡
  - 福岡県立伝習館高等学校
  - 福岡地方裁判所柳川支部
  - 福岡地方検察庁柳川支部
  - 福岡法務局柳川支局
  - 柳川市役所
  - 福岡県立柳河特別支援学校
- バイパス
  - 有明海沿岸道路 柳川西IC
  - 良清寺
  - 柳川市民会館
  - 柳川郵便局
  - 日吉神社
  - 柳川市立柳城中学校
  - 柳川市消防署
  - 柳川高等学校
  - 柳川市民体育館
  - 柳川警察署
  - 柳川総合庁舎